# Leonid Sacharowitsch Trauberg
Leonid Sacharowitsch Trauberg (russisch Леонид Захарович Трауберг; * 4. Januarjul. / 17. Januar 1902greg. in Odessa, Russisches Kaiserreich; † 14. November 1990 in Moskau) war ein russisch-jüdischer Regisseur und Drehbuchautor. Gemeinsam mit Grigori Kosinzew schuf er Ende der 1920er Jahre eine Reihe von großen Meisterwerken des sowjetischen Kinos, maßgeblich beeinflusst von der russischen Avantgarde.

## Leben und Werk
Leonid Trauberg wurde als Sohn eines Journalisten in Odessa geboren, siedelte aber achtjährig mit seiner Familie nach Sankt Petersburg um. Als Jude war ihm seinerzeit der Besuch eines Gymnasiums (und somit ein mögliches Studium) verwehrt, so dass er nach Odessa zurückkehrte. Als junger Mann entdeckte er hier seine Leidenschaft für das Theater sowie für die Literatur. Nach der Oktoberrevolution reiste er wieder nach Sankt Petersburg, das seit 1914 Petrograd hieß, um hier uneingeschränkt künstlerisch wirken zu können. Zu jener Zeit gab es eine Vielzahl avantgardistischer Theaterrichtungen, die sich vom zaristisch geprägten Theater Stanislawskis loslösten und neue, revolutionäre Strömungen bildeten. Konstantin Miklaschewski, der damals im Theater der Komischen Oper arbeitete, führte Trauberg zu seinem Vorgesetzten, der ihn mit dem damals 15-jährigen Grigori Kosinzew bekanntmachte und ihn schließlich als Darsteller verpflichtete.
Als Duo fingen die beiden jedoch bald an, eigene Wege zu gehen und eine eigene Richtung in der Kunst einzuschlagen, den Exzentrismus. 1921 gründeten die beiden hierfür die „Fabrik des exzentrischen Schauspielers“ (FEKS) und experimentierten mit ihren Theaterinszenierungen in den Grenzen des sich verändernden Theaters, was damals zu einem Skandal führte. Die Gruppe wechselte danach zum Film und debütierte im Dezember 1924 mit dem Film Abenteuer der Oktjabrina, gefolgt von Ijschki gegen Judenitsch (1925), Teufels Rad (1926), dem expressionistischen Film Der Mantel (1926) und Das neue Babylon (1929). Im weiteren Verlauf ihrer Filmarbeit wurde das Filmduo auch international bekannt und avancierte in den 1930er Jahren, vor allem wegen ihrer Maxim-Trilogie, zum Aushängeschild des sowjetischen Kinos.
Mitte der 1940er Jahre endete Traubergs Zusammenarbeit mit Kosinzew. Als Direktor der Lenfilm verlor er Ende der 1940er Jahre seinen Posten, als er als „Freund des Kapitalismus“ verunglimpft wurde und sich fortan als Autor und Übersetzer einen Namen machte. Als Filmregisseur inszenierte er später drei eigene Filme, die allerdings wenig Beachtung fanden.
Sein jüngerer Bruder Ilja Sacharowitsch Trauberg war ebenfalls Filmregisseur und starb 1948 in Berlin an einem Herzschlag.